# Korhan Abay
Korhan Abay, född 1 januari 1954 i Istanbul, är en turkisk skådespelare, författare, producent och tv-kändis. Han ledde finalen i Eurovision Song Contest i Istanbul 2004. 
Abay debuterade som skådespelare 1974, och har varit med i ett tiotal långfilmer. Han blev erbjuden en mindre roll som Turkiets utrikesminister i Helena Bergströms film Se upp för dårarna (2007). Då han ville ha en större roll i filmen lärde han sig svenska på fyra månader, och fick i stället rollen som Yasmins pappa, en tunnelbaneförare med språkproblem, men med bakgrund som en mycket duktig kirurg.
Han talar sedan tidigare obehindrat åtta andra språk och är utbildad pilot.